# フランク・ゴーシン
フランク・ゴーシン（Frank Gorshin,  1933年4月5日 - 2005年5月17日）は、アメリカ合衆国のコメディアン、俳優、声優である。

## 来歴
1933年、ペンシルバニア州ピッツバーグに生まれる。高校在学中に劇場の案内係として働き始めたことから舞台に立つきっかけを掴み、次第に自身の好きな俳優たちのモノマネで才能を発揮。17歳で地元のローカル・タレント・コンテストに入選した。高校卒業後は、現カーネギーメロン大学で演劇を専攻している。
19歳になるとアメリカ陸軍へ入隊し、ドイツで2年間過ごした後に、退役。アメリカへ帰国すると、再びエンターテイメント業界で働くようになり1956年にプロデビューしたのをきっかけに様々なテレビドラマシリーズや映画などへ出演し、本格的なキャリアをスタートさせた。同時にバート・ランカスターやカーク・ダグラス、マーロン・ブランドなどといった俳優たちのものまねを得意とするコメディアンとしての評価も高め、ラスベガスなどのナイトクラブで人気を博した。TVディーン・マーティン・ショーの常連でもあり、また1960年代には彼のキャリアで最も知られることとなる悪役“リドラー”を演じた『怪鳥人間バットマン』へも出演。アダム・ウェスト演じるバットマンの宿敵のキャラクターであり、コメディアン出身のゴーシンも嬉々として演じてお茶の間での知名度も上昇。同役では、その演技が評価され1966年のプライムタイム・エミー賞における助演男優部門にもノミネートされた。後に同作品が映画化された際には、同じくコメディアン出身のジム・キャリーが同役を演じている。

### 私生活
1957年にChristina Randazzoと結婚して、二人の間には子供が一人生まれている。二人の夫婦関係は2005年にゴーシンが死去するまで続いた。2005年4月にテネシー州メンフィスで自身が出演したショーの後にロサンゼルスへ戻る飛行機の機内で体調が急変し、ロス市内の病院へ運び込まれたが翌月の5月17日に息を引き取った。死因は肺炎と肺癌の併発で、72歳だった。

## 出演作品

### 映画
- 誇りと冒涜 The Proud and Profane (1956)
- Hot Rod Girl (1956)
- ならず者部隊 Between Heaven and Hell (1956)
- Runaway Daughters (1956)
- 無法の王者ジェシイ・ジェイムス The True Story of Jesse James (1957)
- Dragstrip Girl (1957)
- 暗闇の悪魔 大頭人の襲来 Invasion of the Saucer Men (1957)
- 紐育ウロチョロ族 The Delicate Delinquent (1957)
- Portland Exposé (1957)
- 戦車バタリオン Tank Battalion (1958)
- 雷撃命令 Torpedo Run (1958)
- Night of the Quarter Moon (1959)
- ワーロック Warlock (1959)
- ベルズ・アー・リンギング Bells Are Ringing (1960)
- 青春のさまよえる時 Studs Lonigan (1960)
- ボーイハント Where the Boys Are (1960)
- おとぼけ先生 The Great Impostor (1961)
- 野良猫 Ring of Fire (1961)
- ギャング紳士録 The George Raft Story (1961)
- Sail a Crooked Ship (1961)
- シャム猫FBI/ニャンタッチャブル That Darn Cat! (1965)
- 烙印の狼 Ride Beyond Vengeance (1966)
- バットマン/オリジナル・ムービー Batman: The Movie (1966)
- Skidoo (1968)
- ヘリジャック!真昼の大空港 Sky Heist (1975) ※テレビ映画
- レコード・シティ Record City (1978)
- 狂走!皆殺しの高速道路 Death Car on the Freeway (1979) ※テレビ映画
- パーキング・ボーイズ Underground Aces (1981)
- 豪華客船ゴライアス号の奇跡 Goliath Awaits (1981) ※テレビ映画
- Den Tüchtigen gehört die Welt (1982)
- デビルズ・パイレーツ Treasure Island (1982) ※テレビ映画
- アイダ姫 Princess Ida (1982)
- A Night on the Town (1983)
- ホット・リゾート Hot Resort (1985)
- 元気の出るウェスタン/荒野は最高! Uphill All the Way (1986)
- A Masterpiece of Murder (1986)
- 恐怖の救出指令 Hollywood Vice Squad (1986)
- Beverly Hills Bodysnatchers (1989)
- ミッドナイト Midnight (1989)
- Singapore Harbor (1989)
- Body Trouble (1992)
- The Hollywood Beach Murders (1992)
- レディ・スコルピオン Sweet Justice (1992)
- スーパーヒーロー・メテオマン The Meteor Man (1993)
- 夢で逢えたら Amore! (1993)
- ワイルドボーイズ Hail Caesar (1994)
- 12モンキーズ Twelve Monkeys (1995)
- ブラッドムーン Bloodmoon (1997)
- Twilight of the Ice Nymphs (1997)
- スレショールド Threshold (1997)
- Better Than Ever (1997)
- After the Game (1997)
- Man of the Century (1999)
- Final Rinse (1999)
- ゲーム・デイ Game Day (1999)
- All Shook Up (1999)
- キャッスルロック Castle Rock (2000)
- Luck of the Draw (2000)
- ベートーベン3 Beethoven's 3rd (2000) ※ビデオ作品
- High Times Potluck (2002)
- Manna from Heaven (2002)
- Sting of the Black Scorpion (2002) ※ビデオ作品
- Angels with Angles (2005)
- Dreamweaver (2006) ※テレビ映画
- プレデターX The Creature of the Sunny Side Up Trailer Park (2006)

### アニメ映画
- 赤鼻のトナカイルドルフ物語 Rudolph's Shiny New Year (1976)
- The Gnomes' Great Adventure (1987)

### テレビドラマ
- The Edge of Night (1956)
- ヒッチコック劇場 Alfred Hitchcock Presents (1956)
- ゼネラル・エレクトリック・シアター General Electric Theater (1956, 1957, 1959)
- Navy Log (1957)
- The Restless Gun (1957)
- Frontier Doctor (1959)
- 西部のパラディン Have Gun - Will Travel (1959)
- The Detectives (1959)
- ザ・ミリオネア The Millionaire (1959)
- ヘネシー Hennesey (1959)
- ミスター・ラッキー Mr. Lucky (1960)
- The Defenders (1961)
- アンタッチャブル The Untouchables (1962)
- エンパイア Empire (1962)
- 裸の町 Naked City (1962)
- ジェネラル・ホスピタル General Hospital (1963)
- コンバット! Combat! (1963, 1965)
- アルフレッド・ヒッチコック・アワー The Alfred Hitchcock Hour (1964)
- マンスターズ The Munsters (1966)
- シェナンドー A Man Called Shenandoah (1966)
- 怪鳥人間バットマン Batman (1966 - 1967)
- 特攻ギャリソン・ゴリラ Garrison's Gorillas (1967)
- 宇宙大作戦 Star Trek (1967)
- ハイ・シャパラル The High Chaparral (1969)
- ネーム・オブ・ザ・ゲーム The Name of the Game (1970)
- バージニアン The Virginian (1970)
- インターン The Interns (1971)
- 警察医サイモン・ロック Dr. Simon Locke (1971)
- 秘密捜査官オハラ O'Hara, U.S. Treasury (1971)
- 鬼警部アイアンサイド Ironside (1974)
- 爆走トラック16トン Movin' On (1974)
- ハワイ5-0 Hawaii Five-O (1974)
- 女刑事クリスティー Get Christie Love! (1975)
- 特別狙撃隊S.W.A.T. S.W.A.T. (1975)
- 女刑事ペパー Police Woman (1975)
- チャーリーズ・エンジェル Charlie's Angels (1977)
- ワンダーウーマン Wonder Woman (1977)
- 新・天地創造 Greatest Heroes of the Bible (1978)
- Legends of the Superheroes (1979)
- キャプテン・ロジャース Buck Rogers in the 25th Century (1979)
- 俺たち賞金稼ぎ!!フォール・ガイ The Fall Guy (1984)
- ジェシカおばさんの事件簿 Murder, She Wrote (1988)
- Are You Afraid of the Dark? (1994)
- 新スーパーマン Lois & Clark: The New Adventures of Superman (1995)
- ザ・ボールド・アンド・ザ・ビューティフル The Bold and the Beautiful (1999)
- ファントム・アイ The Phantom Eye (1999)
- ブラック・スコルピオン Black Scorpion (2001)
- Dr. Vegas (2006)

### テレビアニメ
- ジョニー・ブラボー Johnny Bravo (1997)
- バットマン The Batman (2005)

### ビデオゲーム
- ディアブロ2 Diablo II (2000)

## 参照
1. 1 2 3 4  “Frank Gorshin Biography”. 2014年8月17日閲覧。
2. ↑  http://www.filmreference.com/film/5/Frank-Gorshin.html
3. ↑  https://www.imdb.com/name/nm0331319/awards/?ref_=nm_awd